# Albite
L'albite est un minéral de la famille des feldspaths (groupe des silicates, sous-groupe des tectosilicates), de formule NaAlSi3O8, pouvant contenir des traces de Ca, K et Mg. C'est le pôle sodique de :
- la série des feldspaths alcalins (aluminosilicates de sodium et de potassium), dont l'orthose (ou le microcline) est le pôle potassique ;
- la série des plagioclases, ou feldspaths calco-sodiques (aluminosilicates de sodium et de calcium), dont l'anorthite est le pôle calcique.

Chacune des deux séries forme une solution solide continue (celle des feldspaths alcalins, seulement à haute température), au contraire du système binaire orthose-anorthite.

## Inventeur et étymologie
Décrit par Johan Gottlieb Gahn et Jöns Jacob Berzelius  en 1815, le nom dérive du latin "ALBUS" = blanc, en allusion à sa couleur caractéristique.

## Topotype
Finnbo (Finbo), Falun, Dalarna, Suède.

## Cristallographie
- Groupe d'espace : {\displaystyle C{\bar {1}}}
- Les paramètres de la maille sont : a = 8.144, b = 12.787, c = 7.16, Z = 4 ; alpha = 94.266°, beta = 116.583°, gamma = 87.667°, V = 664.40
- Densité calculée = 2,63

La maille centrée C n'est pas la maille conventionnelle, qui dans un cristal triclinique est toujours primitive, mais elle est souvent utilisée afin de comparer sa structure avec celle polymorphe monoclinique qui - lui - a une maille conventionnelle C.

## Macles
Une mention spéciale pour les macles très fréquentes pour cette espèce. La macle de l'albite, souvent polysynthétique « en feuille de livre », est obtenue par réflexion sur (010). La macle du péricline, souvent polysynthétique elle aussi, est en revanche obtenue par rotation autour de [010]. Enfin, on retrouve les macles communes à cette série des feldspaths calco-sodiques selon les lois : de Carlsbad, de Manebach, de Baveno, du Roc Tourné.

## Gîtologie
- Dans les roches magmatiques et les pegmatites. Dans les veines hydrothermales et les veines de type alpin; l'albite est l'une des espèces les plus communes.
- C'est un minéral qui est retrouvé dans certaines météorites.

### Minéraux associés
Quartz, pyrite, pyrrhotite, rhodochrosite, sidérite et cordiérite...

## Synonymie
Il existe pour ce minéral un grand nombre de synonymes  
- acide plagioclase
- analbite (d’après Alling)
- cryptoclase
- cryptose
- hyposclérite (Breithaupt 1830) Albite impure trouvée à Arendal Norvège[6].
- kieselspath
- natro-Feldspat
- olafite (Breithaupt 1866) albite en pseudomorphose de scapolite trouvée à Snarum, Buskerud, Norvège.
- schorl blanc (Jean-Baptiste Romé de L'Isle)
- sodaclase
- tétartine
- zygadite

## Variétés
- Andésine (syn. Andesite par Dana) : membre intermédiaire de la série albite-anorthite pour un ratio de 50/50 ou 70/30. Décrite initialement à partir d'échantillons de la mine de Marmato, Cauca, Chocó Department, Colombie, par Abich. Formule chimique (Na, Ca)[Al(Si, Al)Si 2O8]. Certaines pierres colorées en rouge sont de qualité gemme et font l'objet d'un intérêt gemmologique. Cette variété est très largement répandue dans le monde. En France, on la trouve  à Cerzat, Saint-Privat-du-Dragon, Haute-Loire[7]; à Lacaune, Tarn[8]; Col de l'Escrinet, Plateau du Coiron, Ardèche[9].
- Cleavelandite : décrite par Brooke. Variété dans le faciès d'une albite trouvée dans les pegmatites (syn. Clevlandite) Très nombreux gisements de par le monde ; en France dans carrières près  Gouesnach, Bénodet, dans le Finistère.
- Haute albite (ou analbite) : variété stable au-dessus de 800 °C. Trouvée dans deux sites de chute de météorite aux États-Unis (Meteor Crater et environs, Winslow, Coconino Co., Arizona, États-Unis[10]) et au Soudan Khor Temiki meteorite, Gash delta, Kassala.
- Oligoclase : membre intermédiaire de la série albite-anorthite pour un ratio pouvant aller de 90/10 à 70/30 %.
- Péricline : espèce proposée par Mohs et déclassée en variété d'albite de couleur blanche présentant des cristaux allongés. Se rencontre dans les filons alpins (Autriche, France, Italie, Suisse...), mais aussi à Madagascar en Norvège et aux États-Unis[11].
- Péristérite : variété d’albite qui montre des iridescences ou des adularescences, encore appelée Albite Moonstone, trouvée dans plusieurs gisements nord-américains : au Canada et aux États-Unis.

## Gisements remarquables
En France
- Roc Tourné, Savoie, Rhône-Alpes[12]
- Le Queyron, Saint-Véran, Hautes-Alpes, Provence-Alpes-Côte d'Azur
- Mont-Cruzeau, Montgenèvre, Briançon, Hautes-Alpes, Provence-Alpes-Côte d'Azur[13]

Dans le monde
- L'albite est une espèce des plus communes dans le monde, les gisements se comptent par dizaines de milliers.

## Galerie

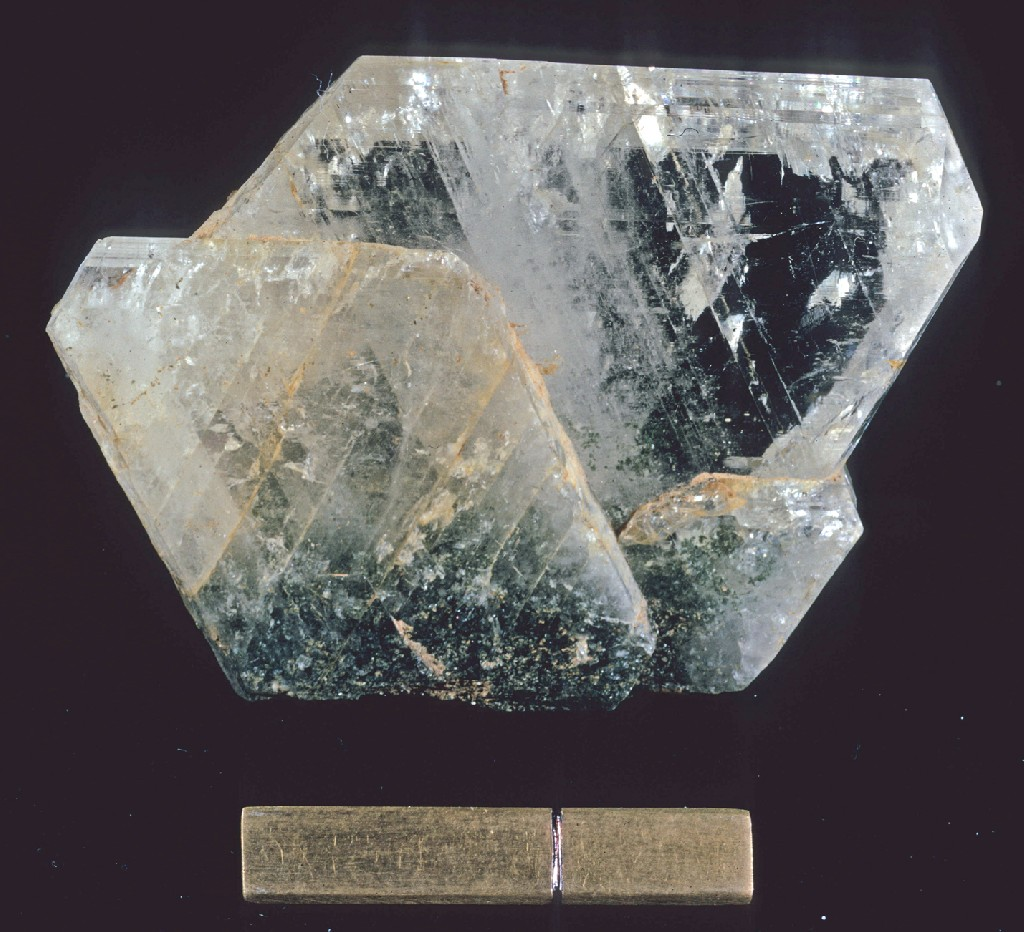
Albite (Crète Grèce) (2,5 cm)
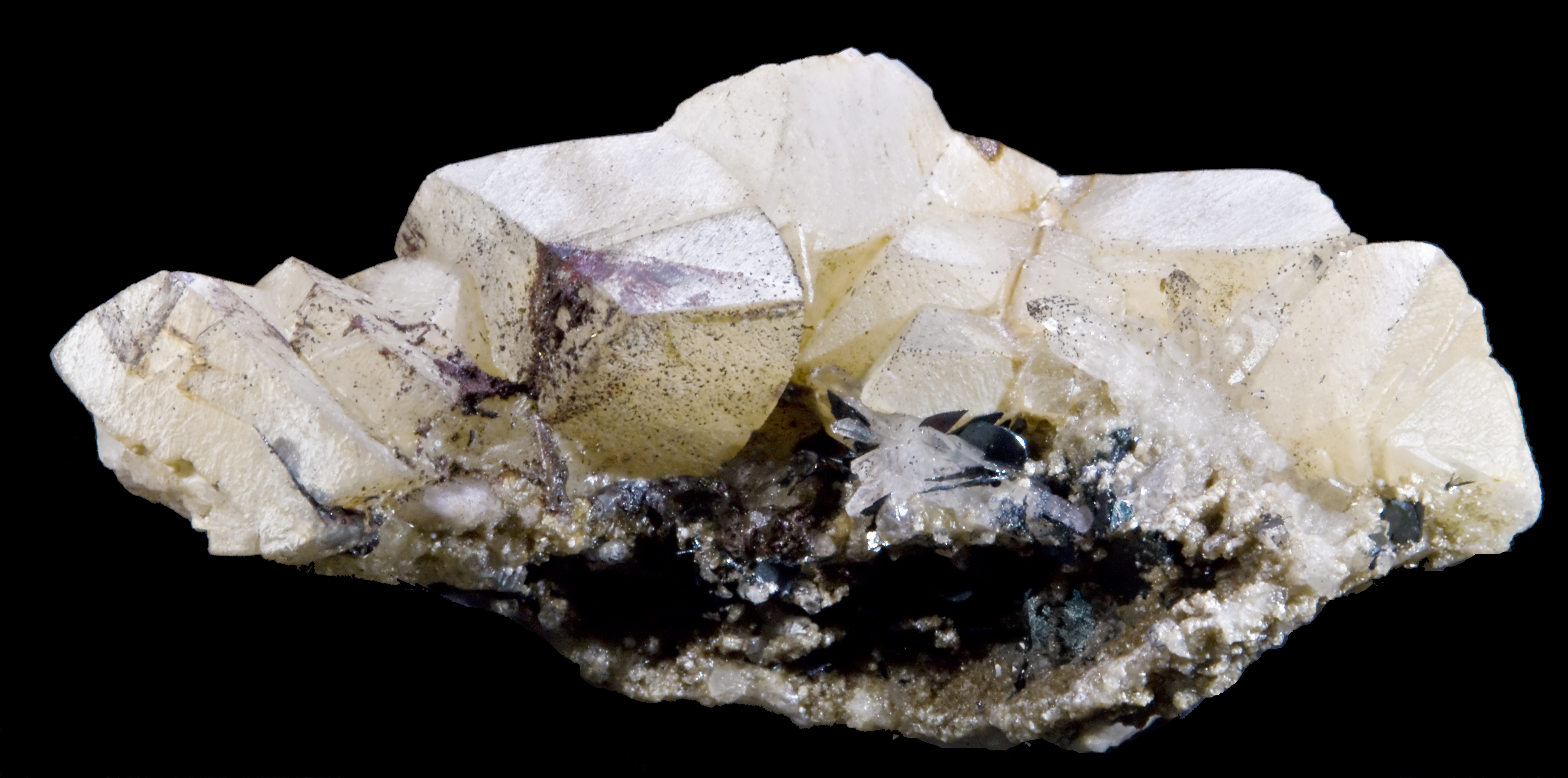
Albite (pericline) - Zillertal, Autriche - (10 × 5 cm)
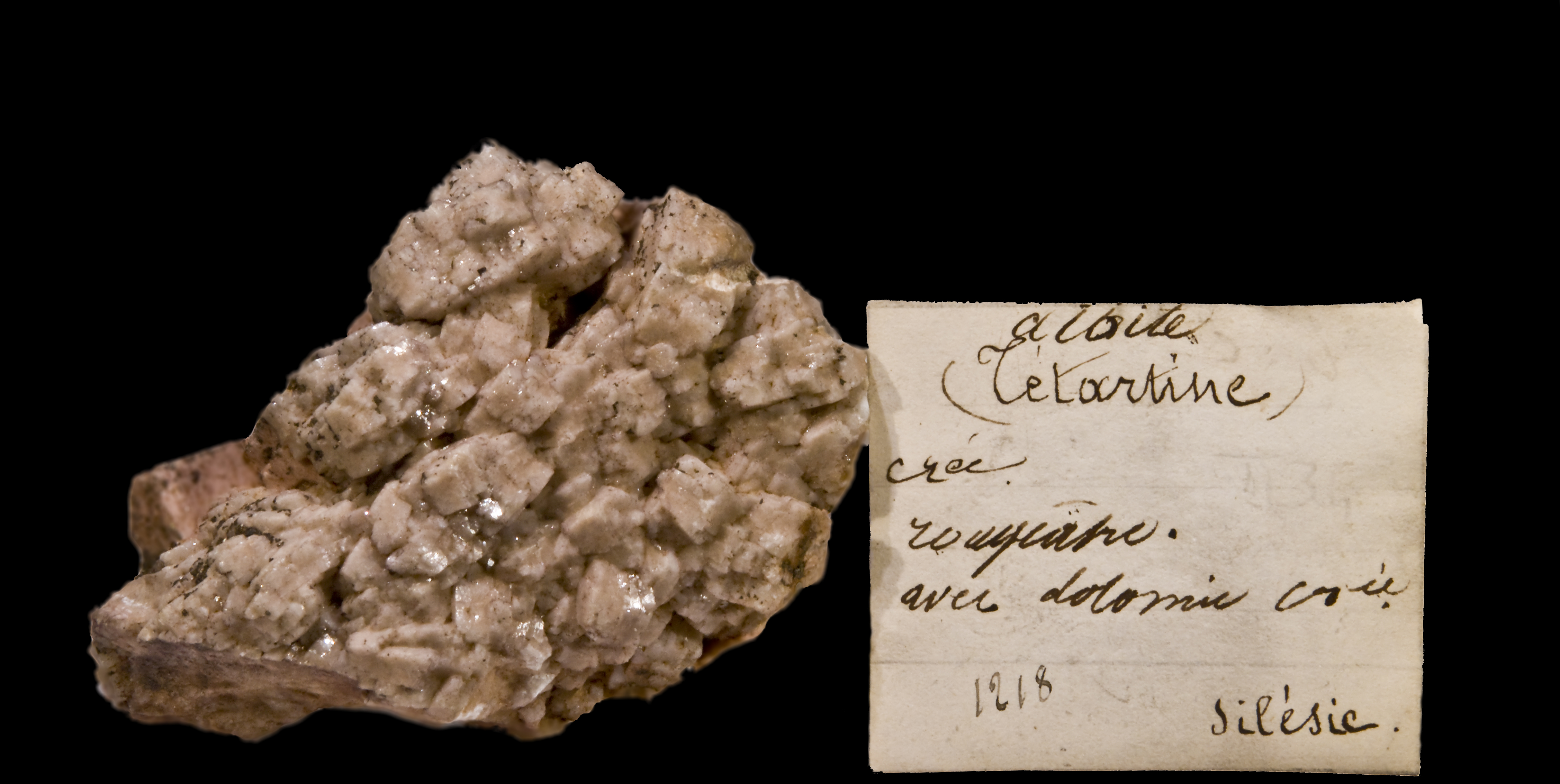
Albite - Basse Silésie, Pologne - Autographe de Gilbert Adam - (6,2 × 4,2 cm)